# Vicovaro
Vicovaro ist eine italienische Gemeinde in der Metropolitanstadt Rom in der Region Latium mit 3533 Einwohnern (Stand 31. Dezember 2023). Der Ort liegt 46 km nordöstlich von Rom.
|  |

## Geographie
Vicovaro liegt am Rande der Monti Lucretili im Tal des Aniene. Es ist Mitglied der Comunità Montana Valle dell’Aniene.

## Geschichte
Der Ort war ein Vorposten der Aequer, der schon früh unter die Herrschaft der Römer kam. Er lag an der Via Varia, von der er seinen Namen hat, Vicus Variae (Dorf an der Varia).
Um 500 wurde das Kloster SS. Cosma e Damiano (heute San Cosimato) gegründet, in dem der heilige Benedikt für eine Zeit Abt war, bevor er sein eigenes Kloster in Subiaco gründete. Im 12. Jahrhundert kam Vicovaro an die Familie Orsini. Diese verkauften es 1672 an die Bolognetti. Ein Jahrhundert später kam es an die Cenci.

## Bevölkerungsentwicklung
| Jahr      | 1881 | 1901 | 1921 | 1936 | 1951 | 1971 | 1991 | 2001 |
| --------- | ---- | ---- | ---- | ---- | ---- | ---- | ---- | ---- |
| Einwohner | 1583 | 1986 | 2490 | 3084 | 3464 | 3607 | 3819 | 3714 |

Quelle: ISTAT

## Politik
Fiorenzo De Simone (Lista Civica: Per Vicovaro) amtiert seit dem 26. Mai 2014 als Bürgermeister.

## Sehenswürdigkeiten

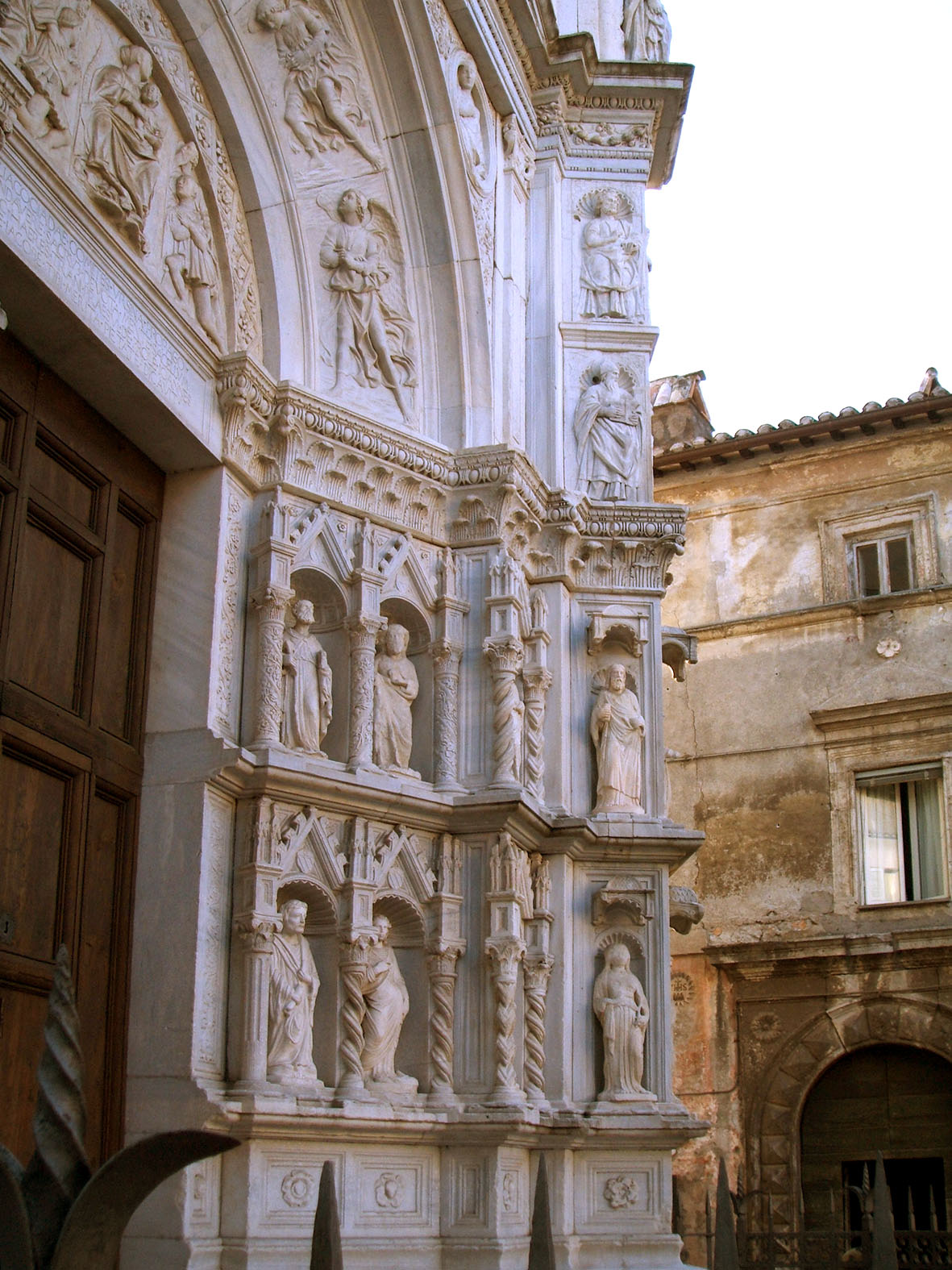
Vicovaro, San Giacomo

- Zwei Kilometer vor dem Ort liegt das Kloster San Cosimato, das bis ins 5. Jahrhundert zurückgeht.
- Ab 1693 baute Sebastiano Cipriano die mittelalterliche Burg der Orsini zum Palazzo Cenci-Bolognetti um.
- Die Pfarrkirche San Pietro wurde ab 1743 von Girolamo Theodoli im Auftrag des Kardinals Mario Bolognetti erbaut.
- Die oktogonale Kapelle San Giacomo Maggiore, 1454 bis 1465 von Domenico di Capodistria und Giovanni Dalmata erbaut, zeigt eine eigentümliche Mischung von gotischen und Renaissance-Stilelementen. Vor allem das Portal mit seinem reichen Figurenschmuck ist bemerkenswert. Dargestellt sind Heilige, aber auch Mitglieder der Familie Orsini.
- Um die ehemalige Kirche San Sabino ist ein mittelalterliches Quartier besonders gut erhalten.

## Kulinarische Spezialitäten
Im September findet die Sagra della Pagnotta Vicovarese, Fest des Brotes, statt.